# Дымарский, Михаил Яковлевич
Михаи́л Я́ковлевич Дыма́рский (18 июня 1957, Ленинград) — российский филолог, специалист в области русистики — синтаксиса, теории текстообразования, культуры речи. Доктор филологических наук (2000), профессор кафедры русского языка филологического факультета Российского государственного педагогического университета им. А. И. Герцена (с 2000 года). Старший научный сотрудник Отдела теории грамматики ИЛИ РАН.

## Биография
В 1979 году окончил факультет русского языка и литературы Ленинградского государственного педагогического института им. А. И. Герцена, а в 1989 году — аспирантуру, успешно защитив диссертацию на тему «Сложное синтаксическое целое в функциональном аспекте (на материале конструкций с локальным / темпоральным детерминантом в инициальной позиции)» (10.02.01 — русский язык).
В 1999 году защитил докторскую диссертацию на тему «Проблемы русского текстообразования: Сверхфразовый уровень организации художественного текста».
Педагогическую деятельность начал с работы учителем русского языка и литературы в школах Санкт-Петербурга (школа № 176 (1979), школа № 373 (1980—1986), школа № 371 (1987—1990).
С 1981 года работает на кафедре русского языка филологического факультета РГПУ им. А. И. Герцена: почасовик (1981—1989), ассистент (1989—1993), доцент (1993—2000), профессор (с 2000 года).
В 2004—2007 годах преподавал лингвистику и русский язык в университете Ольденбургском университете имени Карла фон Осецкого (Германия).
К 2012 году подготовил двух кандидатов наук.
Профессор Дымарский состоит в диссертационном совете Д 212.199.04 по защите диссертаций на соискание учёной степени кандидата и доктора филологических наук (по спец. 10.02.01 — русский язык) и учёной степени кандидата и доктора педагогических наук (по специальности 13.00.02 — теория и методика обучения и воспитания (русский язык и русский язык как иностранный, уровни общего и профессионального образования)). Является членом Совета с 2001 года, в 2001—2004 годах был его учёным секретарем.

## Труды
На счету М. Я. Дымарского более 220 научных трудов, большая часть которых посвящена исследованиям в области синтаксиса, текстообразования, теории культуры речи и прагматики.
М. Я. Дымарский — один из авторов вузовских учебников, используемых в учебном процессе не только в РГПУ им. А. И. Герцена, но и в других учебных заведениях страны:
- Практическая стилистика русского языка (для студентов-иностранцев): Учеб. пос. — СПб.: Образование, 1993 (112/12 с.)
- Современный русский язык: Сб. заданий и упражнений. — СПб.: Образование, 1994 (180/10 с.)
- Сквозь даль времен: Учеб. по русской литературе второй пол. XIX в. для 10 кл. Рекомендован к изд. Комитетом по образованию мэрии Санкт-Петербурга. — СПб.: Специальная литература. — В 2 ч., 1996 (944/63 с.)
- Письменный и устный экзамены по литературе и русскому языку: Пособие для старшеклассников и абитуриентов. — СПб.: Специальная литература, 1997 (последующие изд.: 1998, 1999, 2000, 2001, 2002). (416/37 с.)
- Русский язык на устном экзамене: Рекомендации для старшеклассников и абитуриентов. — СПб.: Союз. — 144 с., 1998
- Русский язык и культура речи: Учеб. для вузов. Допущено Учебно-методическим объединением вузов России по направлениям педагогического образования, Министерством образования РФ в качестве учебника для студентов высших учебных заведений. — М.: Высш. шк.; СПб.: Изд-во РГПУ им. А. И. Герцена, 2002 (509/61 с.)
- Современный русский язык: Сб. зад. и упр. — СПб.: РГПУ, 2003 (275/32 с.)
- [Комментарии-эссе к рассказам:] Profaning the profane (pp. 16–18), Indisputably God Is All Around (pp. 28–29), The Price of a Dream (pp. 45–48), Hopelessness (pp. 59–62), To Stop a Moment, to Extend Hope… (pp. 85–87) // Five Russian Stories: An introduction to contemporary Russian literature with introduction, commentary and notes / Arna Bronstein, Aleksandra Fleszar. — Newburyport (MA, USA): Focus Publishing, 2004. (15 pp.)
- Современный русский язык: Сб. зад и упр. — М.: Высшая школа, 2005
- Тесты по современному русскому языку. — СПб.: Изд-во РГПУ им. А. И. Герцена. — 104 / 13 с. [С. 76-88: синтаксис]. 2005
- Русский язык и культура речи: Учеб. для вузов. Допущено Учебно-методическим объединением вузов России по направлениям педагогического образования, Министерством образования РФ в качестве учебника для студентов высших учебных заведений. — Изд. 2-е, испр. и доп. — М.: Высш. шк.; СПб.: Изд-во РГПУ им. А. И. Герцена, 2006 (509/61 с.)
- Практическая стилистика русского языка / Соавт.: И. П. Лысакова, Н. О. Рогожина, Н. А. Федорова, М. Б. Хрымова и др. / Для уч-ся с неродным русским языком: Учеб. пос. для продвинутого этапа (I—II сертификационные уровни). — М.: «Русский язык» Курсы. — 168 / 12 с., 2007
- Сложное синтаксическое целое // Ильенко С. Г. Коммуникативно-структурный синтаксис современного русского языка. — СПб.: Изд-во РГПУ им. А. И. Герцена, 2009 — С. 353—374.
- Русский язык и культура речи: Учеб. для бакалавров / Под общей ред. В. Д. Черняк. 2-е изд. — М.: Юрайт, 2012 [Раздел VI.9. Синтаксические нормы. С. 254—312]
- Современный русский язык. Синтаксис: Учебник и практикум для академического бакалавриата / Под общей ред. С. Г. Ильенко, отв. ред. М. Я. Дымарский. Авторы: С. Г. Ильенко, М. Я. Дымарский, И. А. Мартьянова, И. В. Столярова. М.: Юрайт, 2016.

Дымарский активно публикуется в таких научных и научно-методических журналах, как «Русский текст», «Русский язык за рубежом», «Мир русского слова», «Русский язык сегодня», "Сибирский филологический журнал", "Критика и семиотика". Член редколлегии "Сибирского филологического журнала". Член Орфографической комиссии РАН. Участвует в различных российских и международных конференциях.
В 2007—2011 годах — участник научного проекта под руководством С. Г. Ильенко, поддержанного грантами Российского гуманитарного научного фонда.
Просветительская деятельность Дымарского не ограничивается наукой и преподаванием. С 1997 года он выступает в качестве ведущего (с 2007 года — соведущего, совместно с В. А. Ефремовым) культурно-просветительской программы «Как это по-русски?» на «Радио России — Санкт-Петербург», отвечая на вопросы радиослушателей по культуре речи, об истории и современном состоянии русского языка.

## Избранные труды
1. Дымарский М. Я. Проблемы текстообразования и художественный текст (на материале русской прозы XIX—XX вв.) Изд. 3-е, испр. М.: КомКнига, 2006. — 296 с.
2. Дымарский М. Я. Коммуникативная функция и предикативные структуры: Очерки по теории синтаксиса. СПб.: Изд-во РГПУ им. А. И. Герцена, 2021.
3. Дымарский М. Я. Онегин и зеркало: диалог с Ю. М. Лотманом о дуэли в пушкинском романе // Балтийский филологический курьер: Научный журнал. — Калининград. — 5. — 2005. — С. 282—300. (републикация)
4. Дымарский М. Я. Культура речи и речевая практика // Мир русского слова. 3 (16). 2003. (6 с.)
5. Дымарский М. Я. Высказывание и коммуникативность // Проблемы функциональной грамматики. Полевые структуры: Колл. моногр. / Отв. ред. А. В. Бондарко, С. А. Шубик. — СПб.: Наука, 2005. (41 с.)
6. Дымарский М. Я. Речевая культура и речевая манера (к проблеме оценки нормативности речевой практики) // Русский язык сегодня. Вып. 4. Проблемы языковой нормы. Сб. статей / Ин-т русского языка им. В. В. Виноградова. — М., 2006. — С. 173—186.
7. Дымарский М. Я. Коннективный vs. иннективный синтаксис (Из наблюдений над языком романа Л. Н. Толстого «Война и мир» // Жизнь языка: Памяти Михаила Викторовича Панова. — М.: Языки славянских культур; Знак, 2007. — С. 207—223.
8. Дымарский М. Я. Возвращаясь к типологии синтаксических связей: два базовых принципа организации языковых структур // Мир русского слова. 1. 2008. С. 12-23
9. Дымарский М. Я. Предикация и предикативность (презентация к докладу в ИЛИ РАН, май 2012; Тарту, октябрь 2012)
10. Дымарский М. Я. Памяти К. А. Долинина (статья, написанная для журнала «Язык и речевая деятельность»; номер должен был выйти в свет в 2010 г., но до сих пор не вышел)
11. Дымарский М. Я. Снова об ударении в слове дискурс (статья)
12. Дымарский М. Я. Детерминация предложения vs. детерминация высказывания (статья)
13. Дымарский М. Я. Высказывание и коммуникативность (раздел в коллективной монографии; см. там же ч. 2)
14. Дымарский М. Я. Принцип толерантности и некоторые виды коммуникативных неудач (статья)
15. Дымарский М. Я. Явление бикоммуникативности и принципы типологии синтаксических единиц (статья)
16. Дымарский М. Я. Ещё раз о понятии сюжетного события (статья)
17. Дымарский М. Я. Аспектуальность — категория высказывания (статья)
18. Дымарский М. Я. О поэтике перечней, или К определению постмУдрнизма (статья)
19. Дымарский М. Я. Проблемы классификации сложноподчиненного предложения (статья)
20. Дымарский М. Я. Трехуровневая система синтаксических моделей и проблема порождения высказывания (статья)
21. Dymarsky, Mikhail. Syntax, Semantics, and Two Faces of Pragmatics (статья)

Более полный список трудов доступен на сайте профессора М. Я. Дымарского